# Страстоцвет язычковый
Страстоцве́т язычко́вый, или Пассифло́ра лентови́дная, или Пассифлора язычко́вая, или Сла́дкая гранади́лла (лат. Passiflóra liguláris) — быстрорастущая древовидная лиана, дающая съедобные плоды; вид рода Страстоцвет семейства Страстоцветные.

## История
В 1553 году впервые упоминается в книге «Хроника Перу» Педро Сьесы де Леона:

Посредине этой долины, под названием Лиле, протекает река, не считая тех, что вливаются в неё, стекая с гор. Берега неплохо обсажены местными плодами, среди некоторых есть один очень вкусный и ароматный, называемый Страстоцветы [Granadillas].— Сьеса де Леон, Педро. Хроника Перу. Часть Первая. Глава XXVIII.

## Описание
Побеги цилиндрические, гладкие, до 0,5 см в диаметре, вырастают до 3-4 метров за сезон. 

Листья широкоовальные, слабо сердцевидные, цельные, 7-15 см длиной. Черешок с двумя железами (у верхушки и в середине).

Прицветники дольчатые, спайные у основания.

Цветки 5-10 см в диаметре. Лепестки белые или розовые. 

Плоды яйцевидные, диаметром 6-7 см, с твёрдой скользкой кожурой. Жёлтый, оранжевый, красный. Маленькие чёрные семена окружены желатинообразной прозрачной мякотью.

## Распространение
Сладкая гранадилла встречается, как в диком виде, так и в культуре, от Центральной Мексики до Боливии. В настоящее время культивируется также на Гавайских островах, Гуаме, Новой Гвинее, Ямайке и Гаити.

## Использование
Широко культивируется как ценное плодовое растение, также используется для вертикального озеленения. Мякоть Сладкой гранадиллы употребляется в свежем виде. Выжатый сок используется для изготовления прохладительных напитков.